# Burgohondo
Burgohondo – gmina w Hiszpanii, w prowincji Ávila, w Kastylii i León, o powierzchni 55,34 km². W 2011 roku gmina liczyła 1300 mieszkańców.